# ニュイ＝サン＝ジョルジュAOC
ニュイ＝サン・ジョルジュ （Nuits-saint-georges）は、ブルゴーニュワインの1つ。
ニュイ＝サン・ジョルジュは、ロマネ＝コンティを生産するヴォーヌ＝ロマネ村など、ブルゴーニュでも最も高価な赤ワインを産するコート・ド・ニュイ地区の中心都市で、ワイン産業の中心であるとともに集散地の役割を果たしている。
この町自身も、隣のプレモー・プリセー村との共有で村名AOCニュイ＝サン・ジョルジュを持っている。赤ワインと白ワインが生産されるが、白ワインはわずか2%だけで、大半は赤ワインである。
ぶどう畑は308haあり、ブルゴーニュの村名AOCのなかでは比較的多い。特級はなく、最高は1級であるが、赤ワインはピノ・ノワール、白ワインはシャルドネのみの単品種から作られ、赤ワインはブルゴーニュワインのなかでも、男性的な力強いワインとして知られている。